# لويك بادي
لويك بادي (بالفرنسية: Loïc Badé)‏ (مواليد 11 أبريل 2000) هو لاعب كرة قدم فرنسي يلعب كمدافع في نادي لانس.

## روابط خارجية
- لويك بادي على موقع الاتحاد الأوربي (الإنجليزية)
- لويك بادي على موقع قاعدة بيانات كرة القدم.إي يو (الإنجليزية)
- لويك بادي على موقع ليكيب (الفرنسية)
- لويك بادي على موقع Soccerbase.com (لاعب) (الإنجليزية)
- لويك بادي على موقع Soccerway.com (الإنجليزية)
- لويك بادي على موقع عالم كرة القدم.نت (الإنجليزية)
- لويك بادي على موقع اللجنة الأولمبية الدولية (الإنجليزية)